# Ruggero Marzoli
Ruggero Marzoli (Spoltore, provincia de Pescara, 2 de abril de 1976) es un ciclista italiano. Debutó como profesional en 1999 con el equipo Cantina Tollo.

## Palmarés
2002
- 1 etapa de la Settimana Ciclistica Internazionale

2003
- 1 etapa de la Tirreno-Adriático
- 1 etapa del Tour de Polonia
- 1 etapa del Giro de los Abruzzos

2004
- 1 etapa de la Settimana Ciclistica Internazionale
- 1 etapa del Giro de los Abruzzos

2005
- 1 etapa de la Vuelta a Eslovenia
- Trofeo Matteotti[1]

2007
- 1 etapa del Circuito de Lorena

## Resultados en Grandes Vueltas
| Carrera | Carrera         | 1999 | 2000 | 2001 | 2002 | 2003 | 2004 | 2005 | 2006 | 2007 | 2008 | 2009 | 2010 | 2011  | 2012 |
| ------- | --------------- | ---- | ---- | ---- | ---- | ---- | ---- | ---- | ---- | ---- | ---- | ---- | ---- | ----- | ---- |
|         | Giro de Italia  | ―    | ―    | ―    | Ab.  | ―    | 23.º | ―    | ―    | ―    | ―    | 99.º | ―    | 118.º | ―    |
|         | Tour de Francia | ―    | ―    | ―    | ―    | ―    | ―    | ―    | ―    | ―    | ―    | ―    | ―    | ―     | ―    |
|         | Vuelta a España | ―    | ―    | ―    | ―    | ―    | ―    | ―    | Ab.  | ―    | ―    | ―    | ―    | ―     | ―    |

―: no participa

Ab.: abandono